# Une grande fille
Pour plus de détails, voir Fiche technique et Distribution.
Une grande fille (Дылда, Dilda) est un film russe réalisé par Kantemir Balagov, sorti en 2019.

## Synopsis
Leningrad 1945, l'automne qui suit la fin du terrible siège. Longiligne et blonde, Iya, qu'on surnomme « la grande asperge » (« la girafe » dans le sous-titrage français), travaille dans un hôpital où sont soignés des anciens combattants blessés. Elle-même souffre d'un syndrome post-traumatique qui lui occasionne de pénibles crises de tétanie où elle reste figée dans de longues absences. Elle vit sans homme avec le petit Pashka, âgé de trois ans, qu'elle aime beaucoup. Bientôt, son amie, la rousse Masha, revient du front et elles se retrouvent. Masha n’est pas non plus exempte de traumatismes de guerre.

## Fiche technique
- Titre français : Une grande fille
- Titre original : Дылда (Dilda)
- Réalisation : Kantemir Balagov
- Scénario : Kantemir Balagov, Aleksandr Terekhov
- Musique : Evgueni Galperine
- Décors : Sergey Ivanov
- Photographie : Ksenia Sereda
- Montage : Igor Litoninsky
- Son : Rostislav Alimov
- Production : Sergey Melkunov, Alexander Rodnyansky, Natalya Gorina, Roman Abramovitch
- Sociétés de production : Non-Stop Productions, AR Contact
- Société de distribution : ARP Sélection (France)
- Pays de production :  Russie
- Format : couleur
- Genre : drame
- Durée : 130 minutes
- Dates de sortie :
  - France : 16 mai 2019 (festival de Cannes 2019), 7 août 2019 (sortie nationale)

## Distribution
- Viktoria Mirochnitchenko : Iya, « la girafe », la jeune femme blonde
- Vasilisa Perelygina (ru) : Masha, la jeune femme rousse
- Timofey Glazkov : Pashka, le garçon
- Andreï Bykov : Nikolaï Ivanovitch, le médecin
- Igor Shirokov : Sacha, le prétendant de Macha
- Konstantin Balakirev : Stepan, le soldat tétraplégique
- Ksenia Kutepova (en) : Lioubov Petrovna, la femme de Stepanov
- Olga Dragunova : la couturière

## Production

### Genèse et développement
Le réalisateur Kantemir Balagov s'est inspiré de l'ouvrage de Svetlana Alexievitch, lauréate du prix Nobel de littérature en 2015, La guerre n'a pas un visage de femme, pour réaliser le scénario de son film. Il travaillait encore à l'atelier d'Alexandre Sokourov quand il a pris cette décision en 2015.

## Sortie

### Accueil critique
En France, le site Allociné recense une moyenne des critiques presse de 3,8/5.
Pour Jean-Claude Raspiengeas, de La Croix, « Avec sa directrice de la photo, encore plus jeune que lui, Kseniya Sereda, 25 ans, Kantemir Balagov crée un univers visuel stupéfiant, proche de celui de László Nemes (Le Fils de Saul, Sunset). Ce film sidérant avance à tâtons au cœur de l'âme, toujours palpitante au milieu des ruines. »
Pour Yannick Vely, de Paris Match, « C'est beau, fort, d'une radicalité dans la mise en scène (récompensée dans la section Un Certain Regard du dernier Festival de Cannes) qui laissent souvent pantois d'admiration. »

## Distinctions

### Récompenses
- Festival de Cannes 2019 : 
  - Prix de la mise en scène dans la section Un certain regard[5]
  - Prix FIPRESCI (section Un certain regard)
- 18e cérémonie des Aigles d'or : meilleure actrice pour Viktoria Mirochnitchenko
- Cérémonie des Nika 2020 : meilleure actrice pour Viktoria Mirochnitchenko et meilleur son

### Nominations
- 18e cérémonie des Aigles d'or : meilleur film ; meilleur réalisateur ; meilleur montage ; meilleure photographie
- Cérémonie des Nika 2020 : meilleur film, meilleur réalisateur, meilleure photographie, meilleure musique, meilleurs décors, meilleurs costumes